# جبهه ملی ایران (دوم)

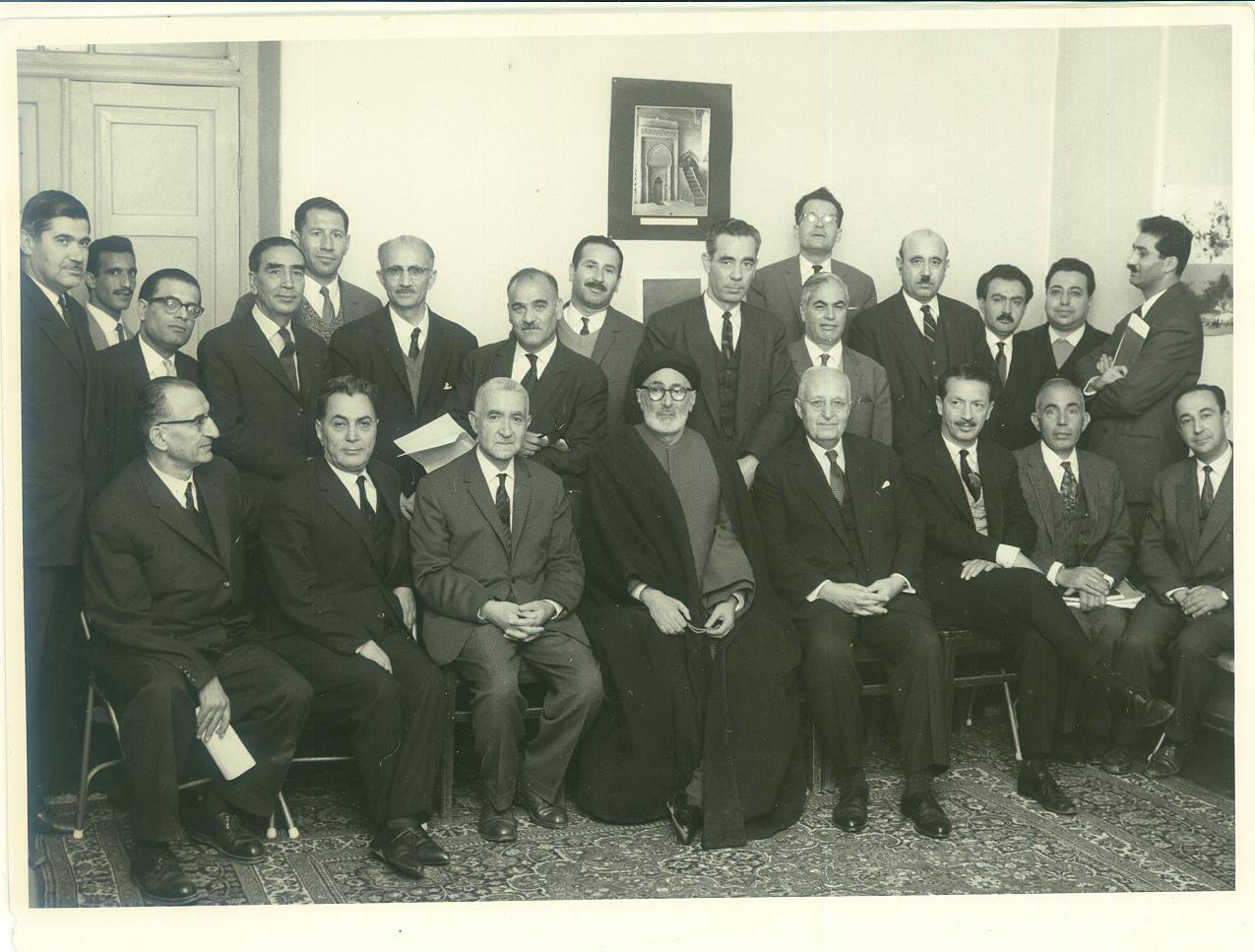
تصویر جمعی از اعضای شورای مرکزی جبهه ملی دوم

جبهه ملی دوم به دوره‌ای از فعالیت جبهه ملی ایران اشاره دارد که از راه اندازی آن در سال ۱۳۳۹ آغاز و تا اعلام انحلال آن در سال ۱۳۴۳ ادامه یافت.

## تشکیل جبهه ملی دوم[۲]
با رشد نارضایتی‌ها و گشایش نسبی فضای سیاسی ایران در سال ۱۳۳۹ رهبران و اعضا و هواداران جبهه ملی دوباره فعالیت سیاسی خود را از سر گرفتند.
در۳۰ تیرماه ۱۳۳۹ ه‍.ش به دعوت الله یار صالح تعدادی از میلیون جهت فعالیت انتخاباتی و فعالیت سیاسی به شمول:
1. ابراهیم کریم آبادی
2. احمدرضوی
3. ادیب برومند
4. اصغر پارسا
5. جلال غنی‌زاده
6. جهانگیر حقشناس
7. حسن قاسمیه
8. حسن نزیه
9. باقر کاظمی
10. عبدالحسین اردلان
11. عبدالحسین خلیلی
12. علی شهیدزاده
13. غلامحسین صدیقی
14. کریم سنجابی
15. محمدعلی خنجی
16. سید محمد علی کشاورز صدر
17. محمود نریمان
18. مهدی آذر
19. مهدی بازرگان
20. نصرت‌الله امینی

دعوت شدند و پس از تشکیل چند جلسه به پیشنهاد سنجابی نام این مجموعه جبهه ملی ایران خوانده شد و اعلامیه تشکیل جبهه ملی دوم انتشار یافت. پس از آن شورای مرکزی جهت تکمیل خود چندین نفر دیگر از شخصیتهای ملی به شورا دعوت نمود که عبارت بودند از:
- احمد زیرک‌زاده
- محمدرضا اقبال آل آقا
- امیر تیمور کلالی
- سید باقر جلالی موسوی
- حسین راضی
- حسین صدر
- داریوش فروهر
- سعید فاطمی
- سید ضیاء الدین حاج سید جوادی
- شاپور بختیار
- شمس‌الدین امیرعلائی
- علی اشرف منوچهری
- کاظم حسیبی
- محمود طالقانی
- یدالله سحابی

## تحصن در سنا
در مهرماه ۱۳۳۹ اعضای شورای مرکزی جبهه ملی دوم به ریاست سید باقر کاظمی تصمیم گرفتند به منظور اعتراض به نحوه برگزاری انتخابات مجلس بیستم در مجلس سنا متحصن شوند. عده‌ای که در تحصن شرکت کردند عبارت بودند از: سید باقر کاظمی، غلامحسین صدیقی، مهدی بازرگان، محمدرضا اقبال آل آقا، کاظم حسیبی، عبدالحسین اردلان، عبدالحسین خلیلی، اصغر پارسا، محمدعلی کشاورز صدر، جلال غنی‌زاده، نصرت‌الله امینی و ادیب برومند. این تحصن به اعتراض و اعتصاب دانشجویان انجامید که پس از ختم آن کریم سنجابی و شاپور بختیار نیز به تحصن پیوستند که حدود یک ماه تا اواخر آبان طول کشید.

## میتینگ جلالیه
در روز ۲۸ اردیبهشت ۱۳۴۰، جبهه ملی ایران میتینگ بزرگی در میدان جلالیه تهران برپا ساخته بود. سخنرانان این میتینگ دکتر کریم سنجابی، دکتر غلامحسین صدیقی و شاپور بختیار بودند. بنابر تصمیم شورای مرکزی جبهه ملی قرار بود سخنرانان پیشتر متن گفته‌های خود را در زمینه اجرای قانون اساسی، آزادی‌های فردی و اجتماعی و تشکیل هر چه زودتر مجلس شورای ملی بنویسند و سپس آن را در تظاهرات میدان جلالیه قرائت کنند. همچنین توافق شده بود که در زمینه سیاست خارجی از بحث دربارهٔ قرارداد کنسرسیوم و پیمان سنتو خودداری شود. سنجابی و صدیقی به ترتیبی که مقرر بود سخنرانی کردند اما شاپور بختیار برخلاف انتظار هنگام سخنرانی از متن از پیش نوشته شده استفاده نکرد و تحت تأثیر احساسات شدید حاضران بحث را به سیاست خارجی سوق داد و دربارهٔ سیاست خارجی دولت امینی گفت: «سیاست ما پیروی از اصل بی‌طرفی مثبت است یعنی همان سیاست مصدق… ملت ایران قراردادهای تحمیلی را قبول ندارد». در این میان فریاد «زنده باد مصدق» همه‌جا پراکنده می‌شود. داریوش فروهر هم در پایان، قطعنامه میتینگ را قرائت می‌کند و خطاب به شعاردهندگان می‌گوید: «با سکوت خشمگین خود، قدرت، انضباط و مرتبت خویش را به جهانیان نشان دهید.»

## سی تیر ۱۳۴۰
در نتیجه استقبال مردم از میتینگ جبهه ملی و دوباره زنده شدن نام مصدق در زبان‌های مردمی که در خیابان و در عرصه عمومی حضور دارند، شورای مرکزی جبهه ملی تصمیم می‌گیرد پس از سال‌ها در سالگرد ۳۰ تیر، مراسم یادبودی سر مزار شهدای سی تیر در ابن‌بابویه برگزار کند. دکتر امینی نخست‌وزیر وقت با برپایی این تظاهرات مخالفت می‌کند ولی تصمیم‌گیران برگزاری مراسم بر عقیده خود پافشاری می‌کنند و یک روز پیش از سی‌ام تیر ۱۳۴۰ راهی ابن‌بابویه می‌شوند. این حرکت به برخورد میان نیروهای امنیتی و شرکت‌کنندگان در مراسم می‌انجامد و نزدیک صد نفر در درگیری‌ها بازداشت می‌شوند. عده‌ای با عکس‌های دکتر مصدق و دکتر فاطمی در مسیر ابن بابویه، که سید محمود طالقانی پیشاپیش آنان حرکت می‌کرده دستگیر می‌شوند و عده‌ای از سران جبهه ملی نیز پیش از عزیمت به ابن‌بابویه. فردای آن روز که سی‌ام تیر است جمعیت انبوه دیگری عازم ابن بابویه می‌شوند که آن‌ها نیز مورد برخورد نیروهای امنیتی قرار می‌گیرند و به این ترتیب ماجرای سی‌ام تیر ۱۳۴۰ پایان می‌پذیرد و تا پایان شهریور همان سال همه بازداشت‌شدگان، از بند آزاد می‌شوند.

## کنگره جبهه ملی ۱۳۴۱
جبهه ملی در سال ۱۳۴۱ نخستین و بزرگترین کنگره خود را با حضور ۱۷۰ نفر از منتخبان حوزه‌های خود از سراسر کشور برگزار نمود. این کنگره به مدت هفت روز از ۴ دی ماه الی ۱۱ دی ماه سال ۱۳۴۱ در منزل حاج حسن قاسمیه واقع در تهران پارس برگزار گردید. در پایان این کنگره که دارای تنش‌های فراوانی بود ۲ قطعنامه—آیین‌نامه اجرایی در ۲ فصل و ۱۵ ماده و اساس‌نامه جبهه ملی در ۴۳ ماده به تصویب رسید و در روز آخر نیز با رای‌گیری، اعضای شورای مرکزی جبهه ملی انتخاب گردیدند. ریاست کنگره با الله‌یار صالح بود و نواب رئیس   کریم سنجابی و  مهدی آذر و  ادیب برومند، حسین اردهالی، حسن نزیه و اردودری نیز از سوی منتخبان به سمت منشی‌های جلسات انتخاب شدند. نخستین سخنران جلسه کنگره به دلیل همزمانی با بعثت پیامبر اسلام، آیت الله طالقانی بود.

## منتخبان نخستین کنگره جبهه ملی ایران

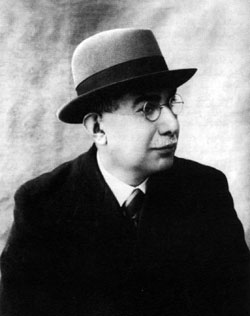
سید باقر کاظمی (مهذب الدوله)

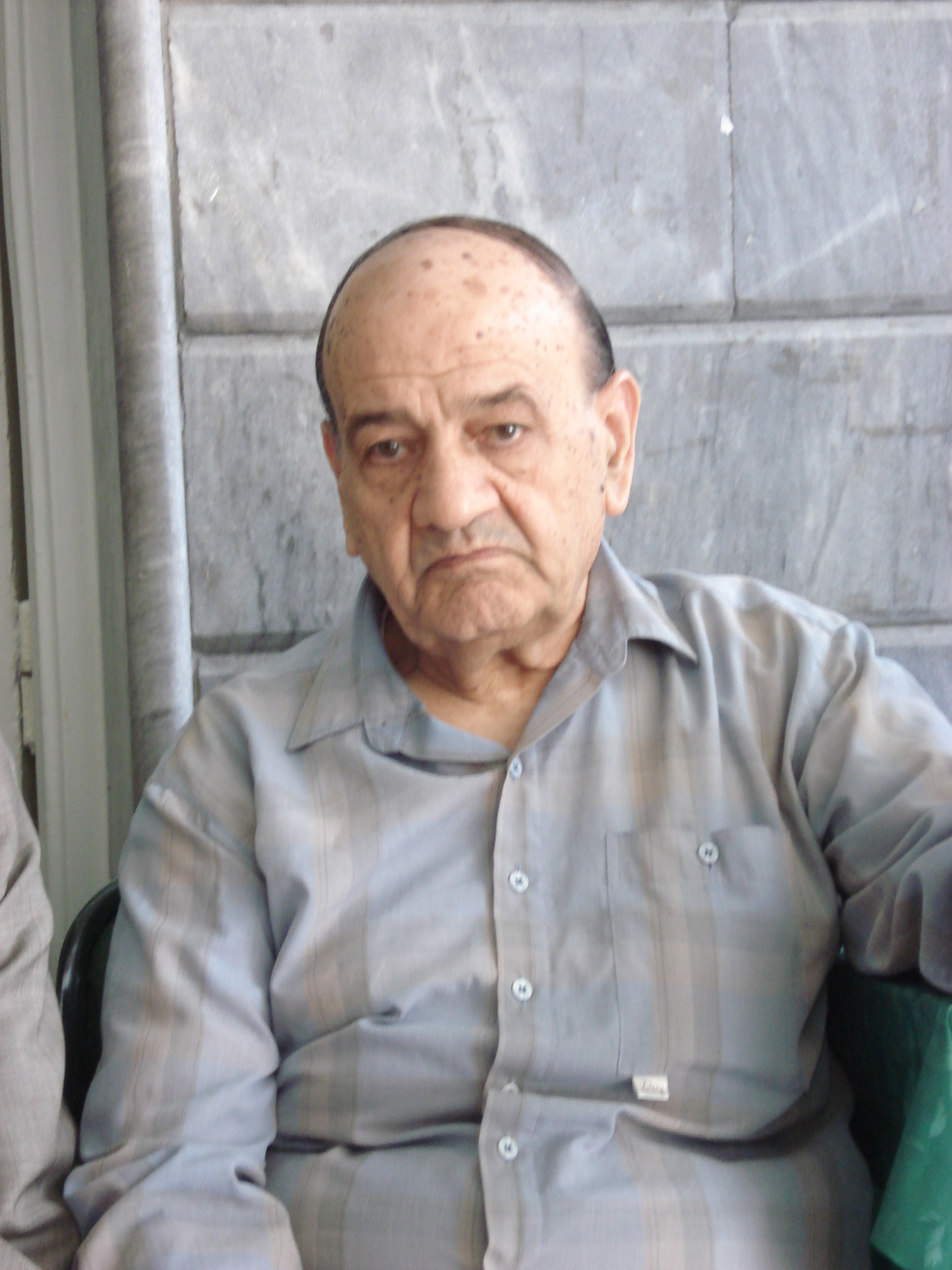
حسین راضی - دبیرکل حزب مردم ایران

مهندس احمد زیرک‌زاده - حزب ایران

مهندس مهدی بازرگان - نهضت مقاومت ملی (نهضت آزادی)

ادیب برومند - شاعر ملی ایران - حزب ایران

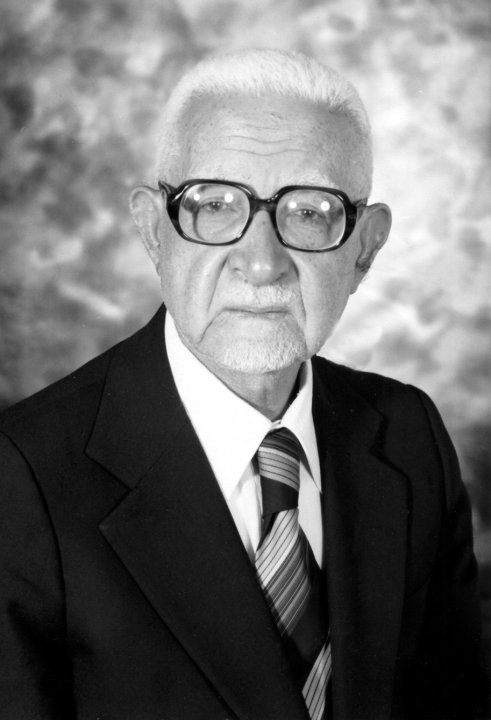
دکتر یدالله سحابی -نهضت مقاومت ملی (نهضت آزادی)

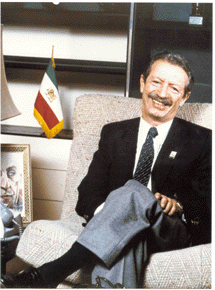
دکتر شاپور بختیار - حزب ایران

جهان پهلوان غلامرضا تختی - حزب سوسیالیست

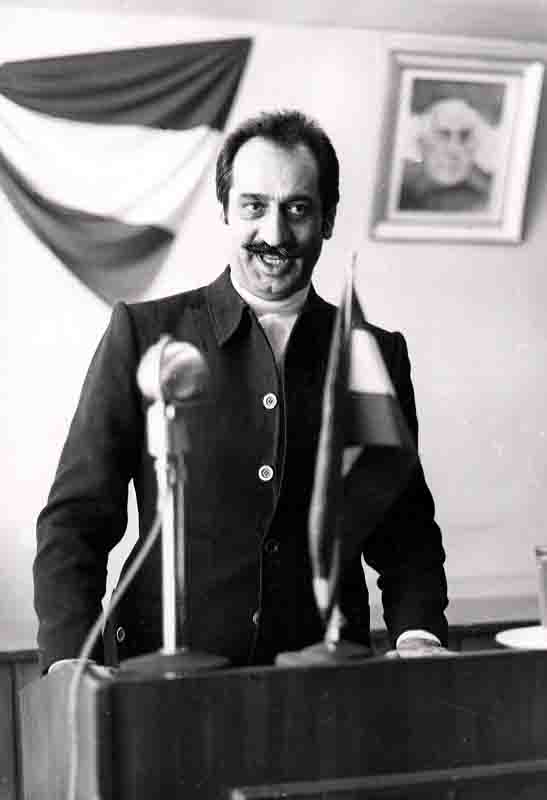
داریوش فروهر - حزب ملت ایران

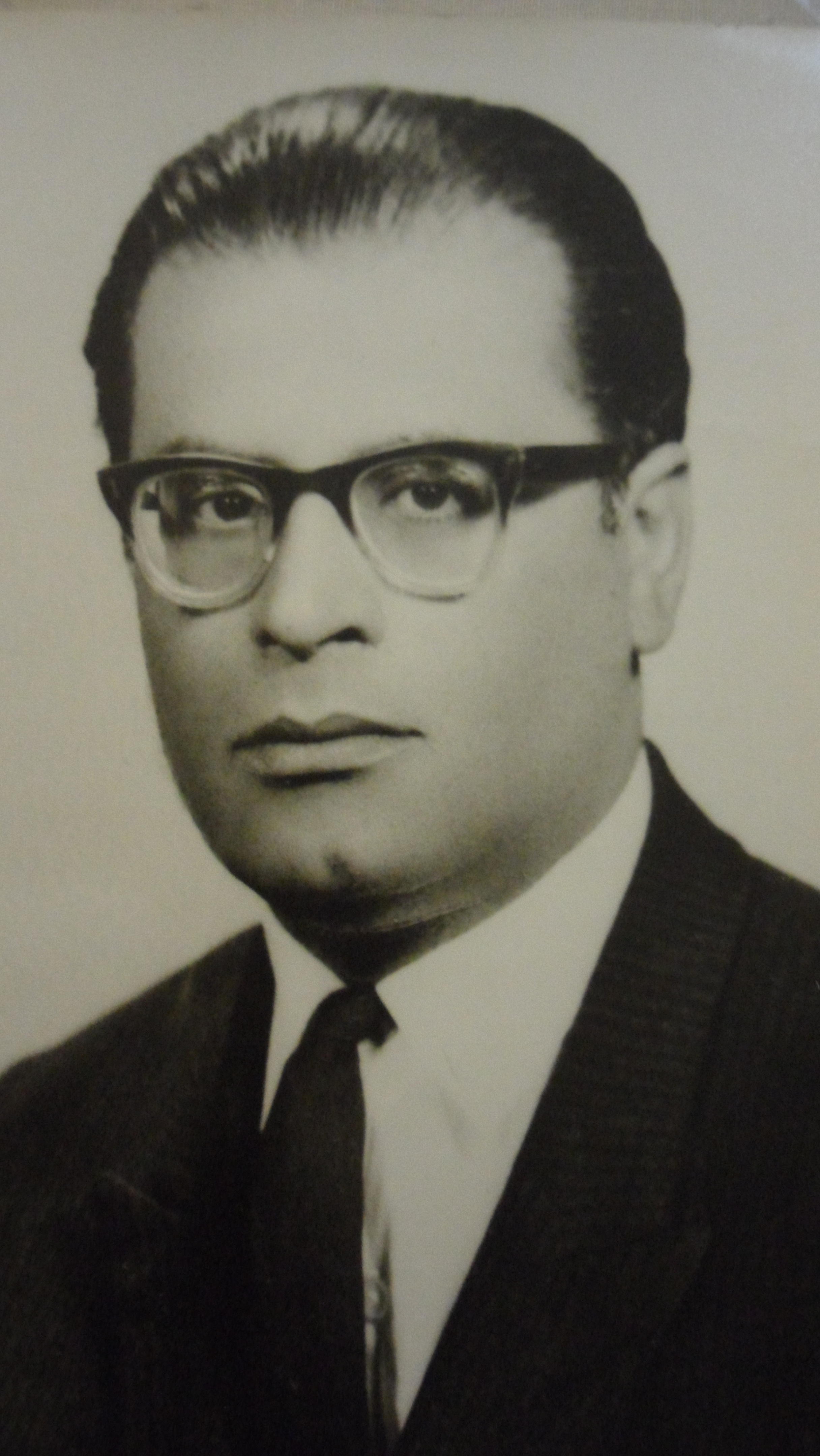
دکتر محمدعلی خنجی - رهبر حزب سوسیالیست

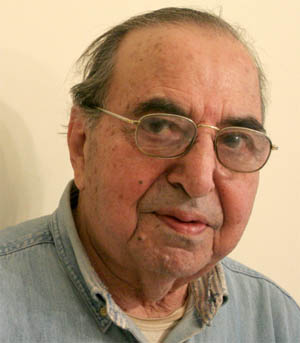
اصغر پارسا - حزب ایران

منتخبان کنگره به ترتیب آرای اخذ شده عبارتند از:

1. کاظم حسیبی
2. الله‌یار صالح
3. سید باقر کاظمی
4. اصغر پارسا
5. حاج سید ضیاءالدین سیدجوادی
6. جهانگیر حق‌شناس
7. عبدالحسین خلیلی
8. کریم سنجابی
9. غلامحسین صدیقی
10. مهدی آذر
11. آیت االله سید باقر جلالی موسوی
12. حسن میر محمد صادقی
13. احمد زیرک‌زاده
14. داریوش فروهر
15. غلامرضا تختی
16. علی اشرف منوچهری
17. مهدی بازرگان
18. حسین شاه‌حسینی
19. شاپور بختیار
20. آیت الله سید محمود طالقانی
21. سید محمود نریمان
22. اصغر گیتی بین
23. محمدعلی خنجی
24. عبدالحسین اردلان
25. حسن قاسمیه
26. فریدون مهدوی
27. سید محمد علی کشاورز صدر
28. عباس نراقی
29. مهرداد ارفع زاده
30. سید یوسف جلالی موسوی
31. ابراهیم کریم آبادی
32. علی اردلان
33. شمس الدین امیرعلایی
34. علی اکبر نوشین
35. نصرت‌الله امینی

شورا پس از اندکی به شروع کار از رجال ملی زیر که سابقه عضویت در هیئت مؤسس را داشتند دعوت به همکاری در شورای مرکزی نموده و خود را ترمیم می‌نماید.
1. مسعود حجازی
2. یدالله سحابی
3. حسن نزیه
4. سعید فاطمی
5. ادیب برومند
6. حسین راضی

## فعالیت‌های جبهه ملی دوم تا انحلال
پس از تلاش فعالان جبهه ملی برای برگزاری تظاهرات اعتراض‌آمیز در روز ششم بهمن ماه ۱۳۴۱ در اعتراض به برنامه همه‌پرسی انقلاب سفید شاه و ملت، جمعی از اعضای جبهه ملی دستگیر شدند.
اعضای شورای مرکزی در انتخابات داخلی خود الله‌یار صالح، شاپور بختیار، اصغر پارسا، غلامحسین صدیقی و عبدالحسین خلیلی را جهت عضویت در هیئت اجرائیه جبهه ملی انتخاب کردند. در طی دوران پرتلاطم ۱۳۴۰ تا ۱۳۴۳ بارها رژیم با دستگیری اعضای شورای مرکزی و اعضای عادی جبهه ملی خصوصاً دانشجویان سعی در برهم زدن این سازمان می‌نماید؛ که از آن جمله می‌توان به فاجعه بهمن ۱۳۴۰ در حمله به دانشگاه تهران و دانشجویان اعتصابی توسط گارد شاهنشاهی اشاره کرد.
اکثریت اعضای شورای مرکزی و تمامی اعضای هیئت اجرائیه در بهمن ۱۳۴۲ در پی صدور اعلامیه «اصلاحات آری - دیکتاتوری نه» در اعتراض به اصلاحات معروف به «انقلاب سفید» از سوی محمدرضا شاه به زندان افتادند. همچنین اعضای فعال دانشجویی دانشگاه‌های تهران مانند دکتر بنی صدر، سلامتیان، دکتر موسویان، دکتر موید زاده و… نیز در این زمان به همراه اعضای سازمان‌های جبهه ملی دستگیر می‌شوند این دستگیری‌ها با ممنوعیت فعالیت جبهه ملی همراه گردید. با این وجود شاه سعی نمود که از طرق مختلف و ارتباط با جبهه ملی و پیشنهاد پست‌های وزارتی و وکالت مجلس و سفارت بتواند جبهه ملی را خنثی نموده و با خود همراه کند؛ در این راه همایون صنعتی زاده و علم چندین بار با هیئت اجرائیه و الله‌یار صالح صحبت نمودند که در تمامی موارد جبهه ملی تنها راه همکاری با رژیم را اجرای کامل قانون اساسی و انتخابات آزاد اعلام کرده و خواستار سلطنت شاه، به جای حکومت گردید، که به شدت از سوی شاه رد می‌شود.
با توجه به مشکلات پیش آمده درون سازمان‌ها و جناح‌بندی‌های حاصل از عدم حضور نهضت آزادی و گروه خلیل ملکی و با توجه به زندانی شدن رهبران و مسئولان و فعالان رده‌های اول و دوم، جبهه ملی بسیار ضعیف شده و قادر به تجدید سازماندهی ساختار خود نگردید. همچنین برخی افرادی که در کنگره نتوانسته بودند رای بیاورند، با نامه نگاری به دکتر مصدق که در حصر و تبعید به‌سر می‌برد اخباری ناخوش آیند از جبهه ملی را اعلام می‌کردند؛ لذا از اوایل سال ۱۳۴۳، مبادله نامه‌هایی میان دکتر مصدق و رهبران جبهه ملی بر سر ساختار تشکیلاتی جبهه، به استعفای شورای مرکزی و اعلام انحلال جبهه ملی دوم انجامید.
در پایان جلسه‌ای که در منزل ادیب برومند برگزار گردید، تمامی اعضای شورای مرکزی بجز مهندس کاظم حسیبی و ادیب برومند از سمت‌های خود استعفا دادند و سیاست صبر و انتظار از سوی الله‌یار صالح به صورت رسمی سیاست جبهه ملی اعلام گردید.